# Mesoceration rapidensis
Mesoceration rapidensis är en skalbaggsart som beskrevs av Perkins 2008. Mesoceration rapidensis ingår i släktet Mesoceration och familjen vattenbrynsbaggar. Inga underarter finns listade i Catalogue of Life.